# Kąty (Krościenko nad Dunajcem)
Kąty – przysiółek wsi Krościenko nad Dunajcem w Polsce, położony w województwie małopolskim, w powiecie nowotarskim, w gminie Krościenko nad Dunajcem. Wraz z Niwkami stanowi sołectwo w tej gminie.
W latach 1975–1998 przysiółek administracyjnie należał do województwa nowosądeckiego.